# Chloraea fiebrigiana
Chloraea fiebrigiana är en orkidéart som beskrevs av Friedrich Fritz Wilhelm Ludwig Kraenzlin. Chloraea fiebrigiana ingår i släktet Chloraea och familjen orkidéer. Inga underarter finns listade i Catalogue of Life.